# 7487 Toshitanaka
7487 Toshitanaka eller 1994 YM är en asteroid i huvudbältet som upptäcktes den 28 december 1994 av den japanska astronomen Takao Kobayashi vid Ōizumi-observatoriet. Den är uppkallad efter amatörastronomen Toshinari Tanaka.
Asteroiden har en diameter på ungefär 8 kilometer och den tillhör asteroidgruppen Eunomia.